# توماس أهو
توماس أهو (بالفنلندية: Tuomas Aho)‏ هو لاعب كرة قدم فنلندي في مركز الدفاع، ولد في 27 مايو 1981 في Parikkala ‏ في فنلندا. لعب مع آرهوس جمناستيك فورينينغ واتش آي اف كي وميبا ونادي هلسنكي.

## وصلات خارجية
- توماس أهو على موقع الاتحاد الدولي (مؤرشف)  (الإنجليزية)
- توماس أهو على موقع قاعدة بيانات كرة القدم.إي يو (الإنجليزية)
- توماس أهو على موقع Soccerway.com (الإنجليزية)